# Giovanni Francesco Romanelli

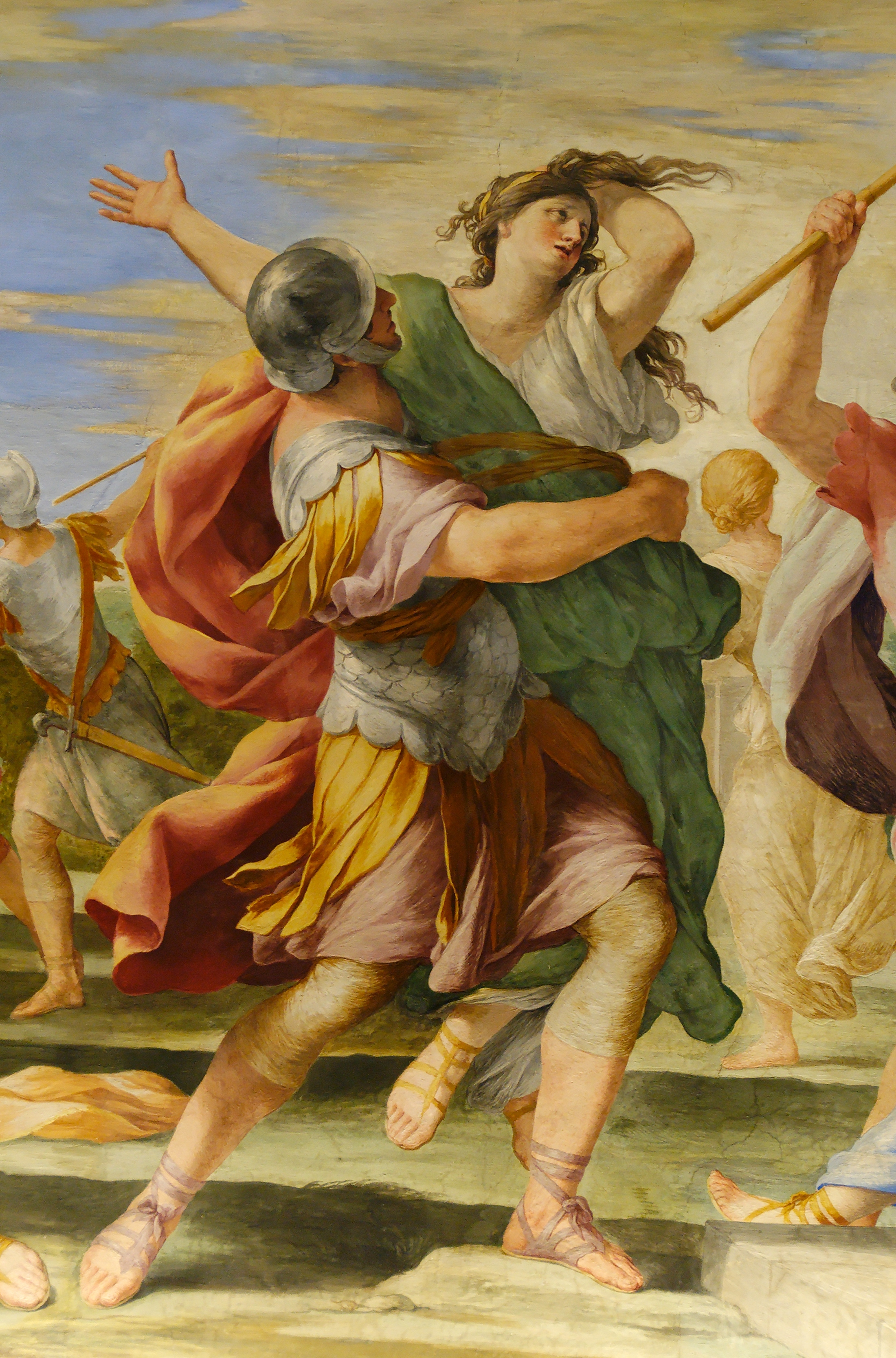
El rapte de les sabines, fresc al Louvre

Giovanni Francesco Romanelli (Viterbo, 1610-1662) va ser un pintor barroc, emmarcat en la segona generació classicista italiana.
Va ser alumne de Domenichino i després principal de Pietro da Cortona i, com el seu mestre, un protegit de la família Barberini. Amb la mort d'Urbà VIII, els Barberini van perdre el favor papal durant el papat d'Innocenci X (Pamphili) i el mecenatge de Romanelli va declinar. Va ser llavors cridat pel cardenal Mazzarino perquè treballés a París, per a qui va pintar un cicle de pintures al fresc basades en Les metamorfosis d'Ovidi. També va pintar la Sale Mazzarino de l'actual Biblioteca Nacional de França i la Salle des Saisons i 3 salons més del Museu del Louvre, per a Anna d'Àustria, mare de Lluís XIV. Al Museu Nacional d'Art de Catalunya hi ha una obra seva, El retorn d'Egipte, provinent de la col·lecció Thyssen-Bornemisza.

## Estil
Romanelli fa servir una pintura escenogràfica amb una paleta de colors clara, en què destaca el seu característic blau.